# Lycorma imperialis
Lycorma imperialis é um inseto da infraordem Fulgoromorpha nativo de partes da China e da Indo-Malásia. A L. imperialis foi descoberta originalmente em 1846 por Adam White [en] e tem uma subespécie não nomeada reconhecida, a L. i. punicea. A L. imperialis passou por várias reclassificações desde sua descoberta e é uma das quatro espécies do gênero Lycorma [en]. A L. imperialis segue um ciclo de vida hemimetabólico e passa por uma série de estágios ninfais antes de chegar a fase adulta.
A Lycorma imperialis e a L. i. punicea são chamadas de "moscas-lanterna" ou "insetos-lanterna" devido às suas asas traseiras carmesim e suas asas dianteiras, que podem variar de verde-azulado a vermelho-tijolo. No entanto, elas não emitem luz. A L. imperialis pode causar danos substanciais às indústrias agrícolas devido às suas partes bucais especializadas na sucção de seiva e ao mofo resultante que se desenvolve a partir de seus excrementos de melada.

## Taxonomia
A Lycorma imperialis é uma espécie do gênero Lycorma, da família Fulgoridae, subfamília Aphaeninae [en]. As espécies desse gênero são encontradas na Ásia. A L. imperialis foi originalmente descrita por Adam White em 1846 e foi classificada como Aphana imperialis. O entomologista John O. Westwood reclassificou a espécie como Aphaena imperialis em 1848, e Francis Walker descreveu a espécie novamente em 1858 com o nome de Aphaena placabilis, um sinônimo júnior. Após o reconhecimento do gênero Lycorma em 1863, a espécie foi reclassificada mais uma vez por Carl Stål [en] para Lycorma imperialis.
A Lycorma imperialis tem uma subespécie reconhecida, além da subespécie nomeada, e uma subespécie anterior que não é mais válida taxonomicamente. L. i. placabilis foi inicialmente classificada como uma subespécie de L. imperialis, mas essa classificação foi removida em 1996. Lycorma punicea (originalmente descrita como Lystra punicea por Frederick William Hope [en], 1843) foi inicialmente classificada como uma espécie separada, mas foi reclassificada como L. i. punicea, uma subespécie, em 1963. A classificação taxonômica coloca duas outras espécies (L. delicatula [en] e L. meliae) como intimamente relacionadas a L. imperialis.

## Descrição

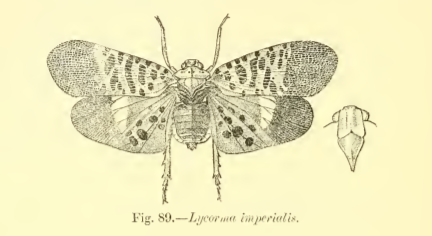
O diagrama e a descrição de Distant de 1906 da L.imperialis

A L. imperialis adulta mede entre 16 e 21 milímetros de comprimento. Distant descreveu a morfologia geral da L. imperialis como semelhante à subfamília Aphaeninae, com semelhanças na probóscide, face estreita voltada para cima, protórax em forma de crista e estrutura das asas. A cabeça e o tórax variam de um amarelo marrom-claro a uma cor oliva. O abdome da L. imperialis é amarelado nas laterais com faixas pretas e brancas separando os segmentos abdominais presentes na parte superior e inferior. Os dois terços  basais das asas anteriores são verde-azulados e cobertos por aproximadamente 25 manchas pretas arredondadas. O terço apical das asas anteriores é translúcido com uma cor verde-azulada brilhante e sem manchas pretas. O esterno, as pernas e o rostro são de cor castanha. As asas posteriores do L. imperialis variam de uma cor carmesim com 8 manchas a uma cor púrpura com faixas azuis. As pontas das asas anteriores são pretas. Quando as asas dianteiras estão abertas, a L. imperialis mede até 6,35 centímetros. As antenas alaranjadas se prendem abaixo dos olhos e são bulbosas com cerdas grossas cobrindo os segmentos externos. A L. imperialis, juntamente com algumas cigarrinhas relacionadas, é coloquialmente chamada de "mosca-lanterna" ou "percevejo-lanterna", pois alguns dos gêneros relacionados (por exemplo, Pyrops [en]) têm cabeças incomuns com pontas brilhantemente coloridas que, antigamente, acreditava-se que emitiam luz. Entretanto, nenhum fulgorídeo emite luz.
A Lycorma imperialis punicea difere da L. imperialis, pois a cabeça, as pernas, o abdômen e o tórax são de cor vermelho-tijolo. Os tégmina são substancialmente mais escuros e três quartos das asas posteriores estão repletos de grandes manchas pretas. As asas dianteiras são de cor vermelho-púrpura e cobertas de manchas pretas; esta subespécie é notavelmente menor. Em seu relato de 1906, Distant postulou que esse espécime era uma subespécie e que sua classificação contemporânea como sua própria espécie estava incorreta.

## Ciclo de vida e comportamento
Os insetos do gênero Lycorma seguem um ciclo de vida hemimetabólico. Isso significa que a L. imperialis passa por uma série de metamorfoses incompletas que mudam gradualmente a estrutura do corpo ao longo de sucessivas ecdises. No entanto, ela não passa por um estágio de pupa. A L. imperialis deposita seus ovos em aglomerados revestidos por uma cutícula cerosa durante o final do outono e início do inverno. Esses ovos se desenvolverão até o final da primavera, quando as ninfas da mesma emergirão. O primeiro instar da espécie não terá asas e, em vez disso, dependerá de pular de folha em folha busca de alimento. A L. imperialis, semelhante a outros fulgorídeos, passará por um total de quatro instares antes de se tornar adulta em meados do verão. Uma L. imperialis adulta, apesar de ter asas, ainda prefere pular e rastejar a voar. Em geral, só voam em caso de escassez de alimentos ou em busca de um parceiro. A vida útil desses insetos costuma ser de um ano e eles não sobrevivem ao inverno.
A L. imperialis adulta tem peças bucais especializadas que perfuram e sugam a seiva dos caules e da folhagem das plantas, e já foi observada se alimentando em grupo e em massa nas árvores. A espécie pode causar danos significativos às plantações, tanto por meio da alimentação quanto indiretamente pela melada que excreta. Essa melada é composta principalmente de seiva vegetal não digerida e muitas vezes pode promover o crescimento de mofo que, em geral, se apresenta como um anel de mofo preto ao redor de uma planta infestada e é chamado de "fumagina".

## Distribuição e ecologia
A Lycorma imperialis é nativa do sul da China, da Índia e de Bangladesh. É a única espécie do gênero Lycorma confirmada como nativa da Índia, especificamente das áreas de Assão, Darjeeling e Siquim. A Lycorma imperialis, assim como o restante do gênero Lycorma, é parasitada pela vespa eupelmídea Anastatus orientalis [en] e pela Dryinus sinicus [en], uma vespa  dryinídea.